# Glastonbury
Glastonbury kisváros az Egyesült Királyságban, Délnyugat-Angliában, Bristoltól 37 km-re délre.
Itt a legendák és mítoszok szinte egymásra rétegződtek. Ezt rögtön megértjük, amikor egy pillantást vetünk a város fekvésére. A település a meredek sziklacsúcs alatt, egy zöld réten terül el, amelyet télen víztükör vesz körül. A szikla és az azt körülvevő terület valaha sziget volt – az állítólagos Avalon-sziget, ahonnan Artúr király elvitorlázott az unokaöccsével, Mordreddel vívott csata után. A hegyen látható jelek a középkori mezőgazdálkodás emlékei. A hegytetőn álló, épen megmaradt torony a 14. századi St. Michael Church maradványa. 
A város közepén magasodik a hatalmas apátság. A szerzetesek 1191-ben ásatásokat végeztek itt, és bejelentették, hogy megtalálták Artúr király és Guinevere (Ginevra) csontjait, majd I. Eduárd király jelenlétében 1278-ban újratemették őket. A glastonburyi apátság VIII. Henrik idején, az angliai szerzetesrendek feloszlatásakor látványos rommá vált.  
Egy másik legenda szerint Jézus nagybátyja, Arimathiai József elhozta ide, Avalonba a szent gyermeket, vándorbotját a talajba szúrta, amiből egy csipkebokor nőtt ki. Állítólag minden karácsonykor virágba borul. Ebből a legendából erednek William Blake híres költeményének kezdősorai  :
"És végigsétáltak-e egykoron azok a híres lábak Anglia hegyeinek zöldjén?"